# Granbergsmyrtjärnen
Granbergsmyrtjärnen är en sjö i Skellefteå kommun i Västerbotten och ingår i Kågeälvens huvudavrinningsområde. Sjön har en area på 0,0386 kvadratkilometer och ligger 299,4 meter över havet.

## Delavrinningsområde
Granbergsmyrtjärnen ingår i det delavrinningsområde (723528-170980) som SMHI kallar för Ovan 723166-171247. Medelhöjden är 281 meter över havet och ytan är 23,72 kvadratkilometer. Räknas de 10 avrinningsområdena uppströms in blir den ackumulerade arean 143 kvadratkilometer. Avrinningsområdets utflöde Kågeälven mynnar i havet. Avrinningsområdet består mestadels av skog (95 procent). Avrinningsområdet har 0,18 kvadratkilometer vattenytor vilket ger det en sjöprocent på 0,8 procent.